# الوعرة (تبن)

تعديل مصدري - تعديل

الوعرة هي إحدى قرى عزلة الحوطة بمديرية تبن التابعة لمحافظة لحج، بلغ تعداد سكانها 519 نسمة حسب تعداد اليمن لعام 2004.